# Amylohyphus africanus
Amylohyphus africanus — вид грибів, що належить до монотипового роду Amylohyphus з родини стереумових (Stereaceae). Назва вперше опублікована 1978 року.

## Поширення та середовище існування
Знайдений на деревині в Руанді.